# Médaille John-Scott
Pour les articles homonymes, voir Scott et John Scott.
La médaille John-Scott est une récompense créée en 1816, remise aux hommes et femmes dont les inventions « ont amélioré le confort, le bien-être et le bonheur du genre humain d'une manière significative ». Depuis 1919, le conseil d'administration des trusts de la cité de Philadelphie décerne cette récompense, après suggestions d'un comité consultatif,.
En 1822, les premières récompenses sont remises à treize membres de la Société pour la promotion de l'agriculture de Philadelphie. Elles ont été choisies par le Conseil de Philadelphie.
Le pharmacien John Scott, d'Édimbourg, a organisé une collecte de fonds à hauteur de 4 000 dollars qui, à sa mort en 1815, sont remis à un commerçant jusqu'à ce que la première récompense (une médaille en cuivre et un prix d'un montant n'excédant pas vingt dollars) soit décernée, en 1822 donc. Plusieurs centaines de récipiendaires ont, depuis cette date, été désignés par le Conseil de Philadelphie, qui procède en piochant parmi une première sélection de nommés établie par le Franklin Institut.
À de nombreuses reprises, la médaille John-Scott a été décernée à des personnes ayant fait d'importantes découvertes en sciences ou en médecine. Parmi les plus fameux récipiendaires figurent Marie Curie, Thomas Edison, Orville et Wilbur Wright, Nikola Tesla, Edwin Land, Jonas Salk, Irving Langmuir, Benoît Mandelbrot, Glenn Seaborg, Frederick Banting, Humberto Fernández Morán, Luis Alvarez, Guglielmo Marconi, John Bardeen, Kary B. Mullis, Alexander Fleming, Ralph L. Brinster (en), Carl Roman Abt et le professeur Richard E. Smalley.
En 2010, la médaille John-Scott a été décernée à Christian J. Lambertsen (en).